# Роберто Трасхоррас
Роберто Трасхоррас Гайосо (ісп. Roberto Trashorras Gayoso) (нар. 28 лютого 1981, Рабаде, Луго, Іспанія) — іспанський футболіст, грає за «Райо Вальєкано».

## Клубна кар'єра
Трасхоррас закінчив свою футбольну освіту в «Барселоні», зігравши одну гру за першу команду 6 жовтня 2001 року проти «Депортіво». У 2003-му влітку він перебрався в «Реал».
У сезоні 2005/2006 Трасхоррас приєднався до «Нумансії», з'являючись на поле в свій єдиний сезон у клубі дуже рідко — менше ніж у третині ігор. Потім перейшов у «Лас-Пальмас», остаточно утвердившись у професійному футболі.
Трасхоррас у липні 2008 року підписав п'ятирічний контракт із «Сельтою», у другому дивізіоні. У сезоні 2009/2010 він забив 9 голів у 38 матчах.
11 серпня 2011, після розірвання контракту з «Сельтою», Трасхоррас підписав контракт з «Райо Вальєкано».